# 南烏克蘭核電廠
南乌克兰核电站（羅馬化：Pivdennoukrainska AES），是乌克兰的一座核电站，靠近尼古拉耶夫州的南烏克蘭斯克市，位於基辅以南约350 公里（220英里）。它是该国五个核电站中的第二大核电站，僅次於札波羅結核電廠。它与Tashlyk抽水蓄能电站和亚历山德里夫卡的水电站一起被稱為「南乌克兰能源综合体」。
它拥有三个水-水高能反应堆-1000 和28.5億瓦特的净发电能力。2013年，经过重大升级工作，1号机组获得了10年的许可证延期，这将使其超过其最初的30年设计寿命。第2单元和第3单元计划进行类似的扩展，许可期限分别为2015年和2019年。
有一條75萬伏特的電纜，從保加利亞的韋特里諾，經過罗马尼亚的伊薩克恰，與這電廠連接，但大部分已被拆除或被毁坏。
据乌克兰报道，俄罗斯军队在入侵乌克兰时向该工厂挺进，但在2022年3月的沃兹涅先斯克战役中被击退。
据报道，2022年9月19日在俄烏戰爭期間，俄軍炮击了只離該電廠僅300米的範圍。

## 燃料供应
乌克兰核电站燃料的主要供应商是俄羅斯的 TVEL，烏克蘭國家核能公司与它签订了從1997年到2010年为乌克兰的水-水高能反应堆供应核燃料的合同。

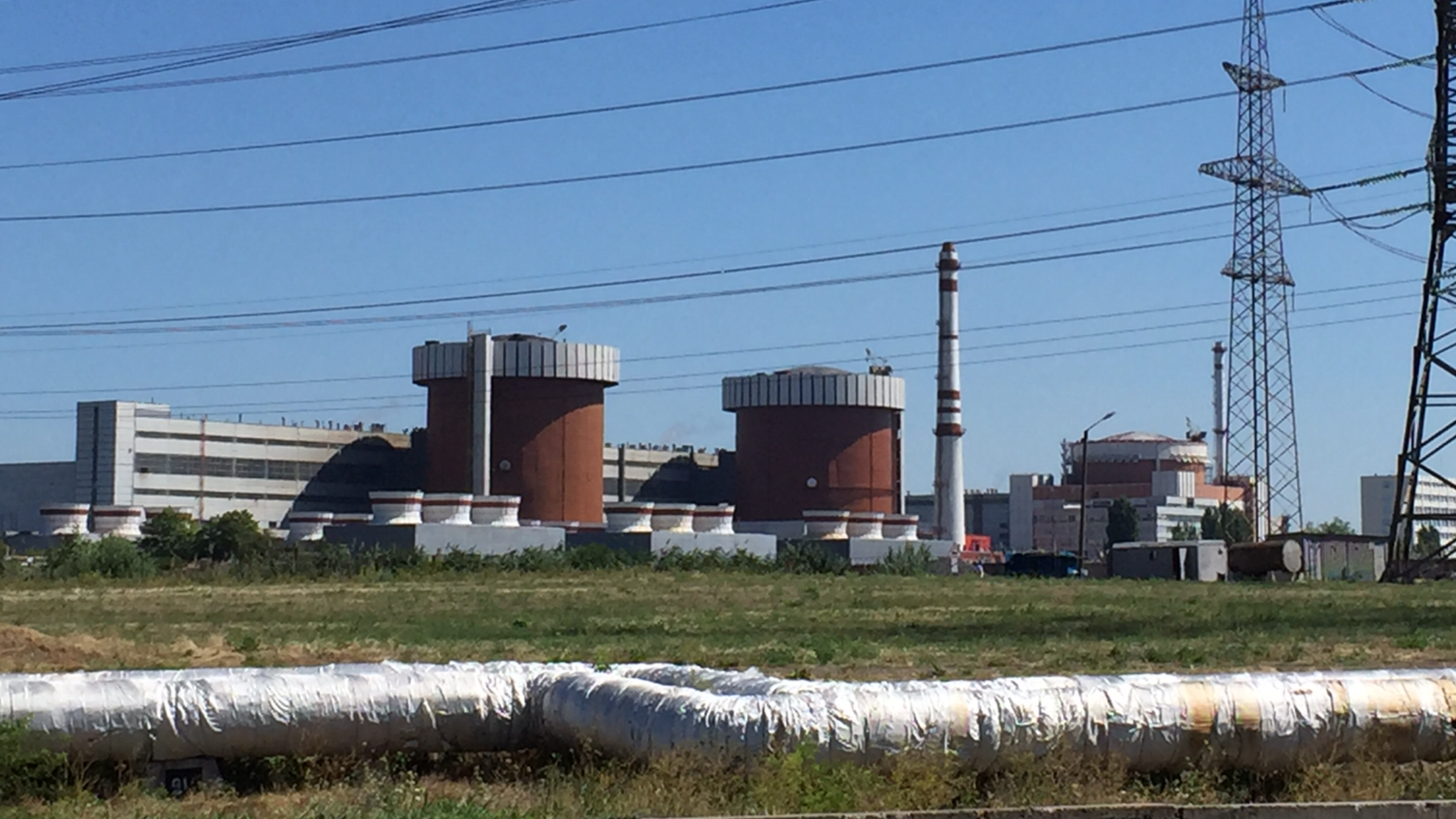
三座反应堆建筑和其他基础设施

根据一项美国與乌克兰的倡议，兩國都表明希望减少乌克兰对俄罗斯在燃料方面的依赖。该倡议与拆除其核武器的軍庫有关，因烏克蘭國家核能公司一直在使用3号机组的反应堆堆芯来测试西屋电气公司在瑞典的韦斯特罗斯生产的核燃料，並與俄罗斯的燃料混合。2005年8月，它装载了西屋公司生产的前六个实验燃料组件和俄罗斯燃料一起进行了一段时间的试运行。试运行“被认为不成功，烏克蘭國家核能公司声称燃料中的制造缺陷导致其中两个装置长时间计划外停机，而西屋公司则表示在燃料装载过程中出现错误。”尽管如此，烏克蘭國家核能公司还是在2008年与西屋公司签署了燃料供应合同，从2011年开始向其三个反应堆供应630个核燃料组件。西屋公司在2009年年中为这3台机组运送了42个燃料组件的重新装载批次，以持续三年的商业运营。2010年6月，烏克蘭國家核能公司与俄罗斯TVEL为其核反应堆机队签署了為长期核燃料供应的合同。俄羅斯國家核能公司更曾向乌克兰提議：如签约20年，就為它提供大幅折扣，但被烏克蘭拒絕。
在2012年西屋制造燃料的试用过程中，燃料发生变形并对反应堆造成严重损坏。
2014年4月11日，俄罗斯吞并克里米亚后，与西屋公司的燃料合同延长至2020年。燃料将亦在瑞典的韦斯特罗斯的燃料制造厂生产。